# Meerim Dschumanasarowa
Meerim Dschumanasarowa (russisch und kirgisisch Мээрим Жуманазарова; * 9. November 1999 in Bischkek, Kirgisistan) ist eine kirgisische Ringerin, die im Freistilringen der Gewichtsklasse bis 68 Kilogramm antritt. Bei den Olympischen Sommerspielen 2020 gewann Dschumanasarowa in dieser Disziplin die Bronzemedaille. 2021 wurde sie Weltmeisterin. Bei den Olympischen Spielen 2024 gewann sie die Silbermedaille.

## Karriere
Dschumanasarowa wurde 1999 in der kirgisischen Hauptstadt Bischkek geboren, wo ihr Vater als Trainer im Freistilringen tätig war. Im Alter von 12 Jahren begann auch Meerim Dschumanasarowa mit dem Ringen. 
Im Jahr 2017 stieg Dschumanasarowa in die erweiterte Weltspitze auf, nachdem sie Anfang August den dritten Rang bei der Junioren-Weltmeisterschaft im finnischen Tampere belegt und sich damit für die kurz darauf stattfindenden Ringer-Weltmeisterschaften 2017 in Paris qualifiziert hatte. Die dortigen Wettkämpfen beendete sie am 24. August 2017 mit einem 13. Rang.
Den ersten Saisonhöhepunkt im Jahr 2018 stellte die Ringer-Asienmeisterschaft 2018 in Dschumanasarowas Heimatstadt Bischkek dar. Die Wettkämpfe endeten für die Lokalmatadorin mit dem Gewinn der Bronzemedaille in der Gewichtsklasse bis 68 kg. Auch bei den Asienspielen 2018 in Jakarta gewann die kirgisische Ringerin die Bronzemedaille, nachdem sie im Kampf um Platz 3 die Japanerin Ayana Gempei besiegt hatte.
Bei der Asienmeisterschaft im April 2019 in Xi’an wurde Dschumanasarowa zum wiederholten Mal Dritte und gewann damit ihre zweite Bronzemedaille bei den Kontinentalmeisterschaften. Im August 2019 kämpfte die Ringerin aus Bischkek bei der Junioren-Weltmeisterschaft in Tallinn, wo sie nach einer Finalniederlage gegen die Japanerin Matsuyuki die Silbermedaille gewann.
Der Auftakt zur Olympiasaison 2021 verlief für Dschumanasarowa mit dem Gewinn der Goldmedaille bei der Asienmeisterschaft im kasachischen Almaty überaus erfolgreich. Ihren ersten internationalen Titel errang die damals 21-jährige durch einen Sieg gegen die mongolische Ringerin Delgermaa Enkhsaikhan. Die olympischen Wettkämpfe von Tokio begannen für Dschumanasarowa am 2. August 2021 mit dem Achtelfinalkampf gegen die Bulgarin Hristova, den die Kirgisin durch einen Sieg nach Punkten für sich entscheiden konnte. Im Viertelfinale unterlag sie daraufhin der Nigerianerin Blessing Oborududu, qualifizierte sich allerdings durch den späteren Finaleinzug der Nigerianerin für die Hoffnungsrunde. Mit einem Punktsieg gegen die Aserbaidschanerin Elis Manolowa zog Dschumanasarowa in den Kampf um Bronze ein, wo sie auf die Mongolin Sorondsonboldyn Battsetseg traf. Die Kirgisin entschied den Kampf bereits vor Ende der Kampfzeit durch einen Schultersieg und gewann damit die olympische Bronzemedaille. Bei der Weltmeisterschaft im selben Jahr gewann sie die Goldmedaille.
2022 trat Dschumanasarowa erneut bei den Asienmeisterschaften an. Sie konnte das Finale der 68-kg-Klasse erreichen, verlor dieses jedoch gegen die Kasachin Madina Bakbergenowa. Bei den Olympischen Spielen 2024 in Paris gewann sie die Silbermedaille.